# Tournoi britannique de rugby à XV 1896
Navigation
Tournoi 1895 Tournoi 1897
Le tournoi britannique de rugby à XV 1896 (du 4 janvier au 14 mars 1896) est remporté par l'Irlande pour la seconde fois après l'épreuve de 1894.

## Classement
| Rang | Nations        | J | V | N | D | PP | PC | Δ   | Pts |
| ---- | -------------- | - | - | - | - | -- | -- | --- | --- |
| 1    | Irlande        | 3 | 2 | 1 | 0 | 18 | 8  | +10 | 5   |
| 2    | Écosse (T)     | 3 | 1 | 1 | 1 | 11 | 6  | +5  | 3   |
| 3    | Angleterre     | 3 | 1 | 0 | 2 | 29 | 21 | +8  | 2   |
| 3    | Pays de Galles | 3 | 1 | 0 | 2 | 10 | 33 | -23 | 2   |

Barème des points de classement (Pts) : 2 points pour une victoire, 1 point en cas de match nul, rien pour une défaite.
- Bien que troisième, c'est l'Angleterre qui a la meilleure attaque, l'Écosse, deuxième, la meilleure défense.
- Vainqueure, l'Irlande réalise la plus grande différence de points.

## Résultats
Les six matches ont lieu sur cinq samedis :
| 4 janvier 1896 0Rectory Field, Blackheath (Londres) | Angleterre     | 25 - 0  | Pays de Galles |
| 25 janvier 1896 0Arms Park, Cardiff                 | Pays de Galles | 06 - 0  | Écosse         |
| 1er février 1896 0Meanwood Road, Leeds              | Angleterre     | 04 - 10 | Irlande        |
| 15 février 1896 0Lansdowne Road, Dublin             | Irlande        | 00 - 0  | Écosse         |
| 14 mars 1896 0Lansdowne Road, Dublin                | Irlande        | 08 - 4  | Pays de Galles |
| 14 mars 1896 0Old Hampden Park, Glasgow             | Écosse         | 11 - 0  | Angleterre     |

## Les matches

### Angleterre - pays de Galles
| 4 janvier 1896 | Angleterre Capitaine : E Taylor                                                                        | 25 - 0 (17-0) | Pays de Galles Capitaine : A Gould | Rectory Field, Blackheath Arbitre : D Findlay |
| 4 janvier 1896 | Essai(s) : 7 R Cattell (2), E Fookes (2) S Morfitt (2), F Mitchell Transformation(s) : 2/7 J Valentine |               |                                    | Rectory Field, Blackheath Arbitre : D Findlay |
| 4 janvier 1896 | |               |                                    | Rectory Field, Blackheath Arbitre : D Findlay |

### Pays de Galles - Écosse
| 25 janvier 1896 | Pays de Galles Capitaine : A Gould | 6 - 0 | Écosse Capitaine : G Neilson | Arms Park, Cardiff Arbitre : G Barnett |
| 25 janvier 1896 | Essai(s) : 2 C Bowen, A Gould      |       |                              | Arms Park, Cardiff Arbitre : G Barnett |
| 25 janvier 1896 |                                    |       |                              | Arms Park, Cardiff Arbitre : G Barnett |

### Angleterre - Irlande
| 1er février 1896 | Angleterre Capitaine : E Taylor | 4 - 10 (0-5) | Irlande Capitaine : S Lee                                          | Meanwood Road, Leeds 17 858 spectateurs Arbitre : D Findlay |
| 1er février 1896 | Drop(s) : J Byrne               |              | Essai(s) : 2 J Sealy, T Stevenson Transformation(s) : 2/2 L Bulger | Meanwood Road, Leeds 17 858 spectateurs Arbitre : D Findlay |
| 1er février 1896 |                                 |              |                                                                    | Meanwood Road, Leeds 17 858 spectateurs Arbitre : D Findlay |

### Irlande - Écosse
| 15 février 1896 | Irlande Capitaine : S Lee | 0 - 0 | Écosse Capitaine : G Neilson | Lansdowne Road, Dublin Arbitre : E Holmes |
| 15 février 1896 |                           |       |                              | Lansdowne Road, Dublin Arbitre : E Holmes |
| 15 février 1896 |                           |       |                              | Lansdowne Road, Dublin Arbitre : E Holmes |

### Irlande - pays de Galles
| 14 mars 1896 | Irlande Capitaine : S Lee                       | 8 - 4 | Pays de Galles Capitaine : A Gould | Lansdowne Road, Dublin Arbitre : E Holmes |
| 14 mars 1896 | Essai(s) : T Crean Transformation(s) : L Bulger |       | Drop(s) : A Gould                  | Lansdowne Road, Dublin Arbitre : E Holmes |
| 14 mars 1896 |                                                 |       |                                    | Lansdowne Road, Dublin Arbitre : E Holmes |

### Écosse - Angleterre
| 14 mars 1896 | Écosse Capitaine : G Nielson                                              | 11 - 0 (3-0) | Angleterre Capitaine : F Mitchell | Old Hampden Park, Glasgow 20 000 spectateurs Arbitre : W Douglas |
| 14 mars 1896 | Essai(s) : 3 C Fleming, H Gedge, J Gowans Transformation(s) : 1/3 T Scott |              |                                   | Old Hampden Park, Glasgow 20 000 spectateurs Arbitre : W Douglas |
| 14 mars 1896 |                                                                           |              |                                   | Old Hampden Park, Glasgow 20 000 spectateurs Arbitre : W Douglas |